# Куликоль (Уаліхановський район)
Кулико́ль (каз. Құлыкөл) — село у складі Уаліхановського району Північноказахстанської області Казахстану. Адміністративний центр Куликольського сільського округу.
Населення — 718 осіб (2021; 947 у 2009, 1170 у 1999, 1772 у 1989).
Національний склад станом на 1989 рік:
- казахи — 100 %.

Колишня назва — Чапаєвське.